# 山崎隆明
山崎 隆明（やまざき たかあき、1962年9月28日 -）は、日本のクリエイティブディレクター・CMプランナー・コピーライター。

## 略歴
京都府生まれ。日本大学芸術学部・大学院芸術学研究科卒業後、電通関西支社を経て、
2009年に独立し、株式会社ワトソン・クリックの代表取締役を務める。
クーポン付きフリーペーパーのシリーズCMや、俳優の大滝秀治と岸部一徳のやりとりが独特の世界を醸し出す殺虫剤のCMなど、話題作を多数手がけた。映像にナレーションをあわせるアフレコ・アテレコの技術に長け、ホットペッパーのクーポンマガジンシリーズでは多くの作品に自ら声の出演をしている（通常、CMプランナーは脚本家なので自らは出演しない）。宣伝会議のコピーライター養成講座やCMプランニング講座では、講師を務めている。

## 作品

### CM
- マンダム ギャッツビー 「汗のうた」（1997年）、「トーキングベビー」（2000年）、「染めてチョンマゲ」（2001年）、「しあわせなら毛を叩こう」（2002年）
- 大日本除虫菊 タンスにゴンゴン人形用（1999年）、タンスにゴンゴン一年用（2001年）
- UHA味覚糖 ベアーズチョコ（1999年）
- ダイハツ テリオスルキア（2001年）
- サントリー BOSS（2002年）
- リクルート ホットペッパー 「食べました」（2002年）、「まだ伴奏」（2005年）、「スヌーピーとカエラ」（2009年）
- 大日本除虫菊 水性キンチョール 「つまらん」（2003年）
- 大日本除虫菊 キンチョウリキッド（2004年）
- 象印マホービン（2004年）
- サントリー 野菜カロリー計画 「びっくらこいた」（2008年）
- タマホーム（2009年 - ）
- 日清食品 カップヌードル 「この味は世界にひとつ」替え歌シリーズ（2009年 - 2010年）
- ドリームジャンボ 宝くじ（2011年）
- ダイハツ工業 ミライース（2011年）
- アイフル「愛はあるんか」

他多数

### 音楽
- 『ホットペッパーの唄』 作詞・作曲
- 『チョモランマの唄』 作詞・作曲

他多数

### その他
- 映画『クソ野郎と美しき世界』 企画

## 主な受賞
- 2002年度クリエイター・オブ・ザ・イヤー
- TCCグランプリ・最高新人賞
- ACCゴールド・企画賞
- ニューヨークフェスティバル
- ロンドン国際広告賞

他多数